# FireWire
FireWire, også kendt som IEEE 1394, er en standard for en datakommunikationsbus på PC'er, oprindeligt udviklet af Apple, men Texas Instruments, Sony, Digital Equipment Corporation, IBM og Intel har også bidraget til udviklingen. FireWire bruges primært til overførsel af digital video pga. dens høje overførselshastighed.
IEEE 1394 er den internationale betegnelse for denne dataoverførselsstandard, men den kaldes FireWire i daglig tale.
FireWire findes i flere forskellige hastigheder. Den mest kendte type er IEEE 1394 type A, som kører med 400 Mbps, og den indtil videre mindre benyttede IEEE 1394 type B, der kan køre med 800 Mbps.
Texas Instruments startede udviklingen af firewire i 1995